# Szkíta aranykincsek
A Szkíta aranykincsek a Magyar Nemzeti Múzeum időszaki kiállítása, mely 2009. március 25. és 2009. június 2. között volt látogatható. A nyolc éven keresztül szervezett kiállítás elsősorban a nagyközönségnek igyekszik bemutatni a szkíták művészetét, amit a nomád művészet csúcsaként emlegetnek. A Nemzeti Múzeumban utoljára 1990-ben volt ilyen kiállítás, azóta rengeteg új lelet került elő.
A kiállítás katalógusát Kulcsár Valéria és Fodor István szerkesztette. 

## A kiállítás anyaga
A kiállítás anyagát (ezer, főleg temetkezésekből előkerült műkincs) orosz, német, ukrán, román múzeumok anyagából válogatták és hozták Budapestre. Ezek mellett a műtárgyak mellett a Nemzeti Múzeumban őrzött darabok is szerepelnek. A régészeti leletek főleg a 20. századból származnak, belőlük a szkíta jelzővel ellátott kultúrák anyagi kultúrája mellett szellemi kultúrájuk is kirajzolódik.
A kiállítás egyik legértékesebb lelete az az ezüst, részben aranyozott, pegazus formájú ivókürt (rhyton), amely 1982-ben a uljapi sírhalomból került elő (Moszkva, Keleti Népek Művészetének Állami Múzeuma).